# Matematisk statistik
Matematisk statistik är i Sverige ett universitetsämne vid de tekniska och matematisk-naturvetenskapliga fakulteterna där man sysslar med utbildning och forskning i statistik och sannolikhetsteori med teoribildning och tillämpningar inom naturvetenskap, teknik, medicin och andra områden.
Ämnet matematisk statistik brukar delas in i två delar: sannolikhetslära, där man beskriver modeller för slumpen (stokastiska variabler och stokastiska processer), och statistikteori, där fokus är på att uppskatta olika parametrar ur ett statistiskt material. Den första delen utgörs då av en serie teoretiska modeller medan den andra innehåller metoder för att behandla ett insamlat material.
Vissa aspekter av den statistiska metoden, som urvalsmetoder, hantering av bortfall, insamling av data, förberedande analyser av data, tillhör inte den matematiska statistiken. På ett lärosäte med en institution eller avdelning för matematisk statistik, kan det också finnas en statistisk institution som ägnar sig åt dessa aspekter.